# Взятие Адена (1548)
Второе взятие Адена турками (араб. فتح عدن‎) — одно из ключевых событий португало-турецкой войны XVI века.
В 1538 году турки в лице египетского наместника Сулеймана-паши отобрали Аден у местных арабских шейхов. Это был ценный плацдарм для совершения набегов на португальские колонии в Индии. После неудавшегося набега на Диу в сентябре 1538 года турки разместили в Адене порядка 100 артиллерийских орудий.
В первой половине 1540-х гг. арабский шейх, пользуясь поддержкой португальцев, восстал против власти султана и вернул себе этот важнейший порт. Дата и обстоятельства изгнания турок из Адена оспариваются. Шейх поспешил наладить связи с португальцами, которые направили в Йемен своих представителей.
Когда в конце января 1548 года под стенами Адена появился турецкий флот под командованием Пири-реиса, оборону города возглавил португальский вельможа Пажу ди Норонья. Силы были неравными. В распоряжении ди Нороньи была команда всего двух галер, прибывших из Ормуза. Пока Пири-реис вёл массированный обстрел городских укреплений, ди Норонья бездействовал, ожидая скорого прибытия подкреплений из Гоа.
Наконец 26 февраля 1548 года турки проломили городскую стену и завершили осаду взятием города. Португальский флот прибыл в Красное море из Индии с большим опозданием, только в марте. Командующий Альваруш ди Каштру (сын дона Жуана), узнав о падении Адена, решил даже не приближаться к городу и вернулся в Гоа.
Отсутствие контроля над Аденом стало «ахиллесовой пятой» Португальской империи и ускорило её последующий распад. Установи португальцы контроль над Ормузом и Аденом, что пытался сделать ещё Альбукерке в 1513 году, им была бы гарантирована полная монополия на морскую торговлю Европы с Индией и странами Дальнего Востока.